# Nadia Azzi
Nadia Azzi (nacida el 11 de agosto de 1998 en Dunedin (Florida)) es una pianista clásica estadounidense de origen libanesa y japonesa. Inició sus estudios de piano a los cuatro años y medio y ha ganado varios premios desde entonces. Aún reside en Florida.

## Estudios
En 2010, participó en Festival Internacional de Música Orfeo. Durante el verano de 2011, fue aceptada en la prestigiosa Escuela y Festival de Música de Aspen, estudiando con Yoheved Kaplinsky, galardonado pianista clásico, conferenciante y profesor de música en la Escuela Juilliard.

## Carrera
En 2010, tuvo su debut en la ciudad de Nueva York en el Carnegie Hall. En el verano de 2010, Azzi tuvo su debut Europeo en el "Teatro Communale" en Vipiteno, Italia. También se presentó en distintos lugares de Aspen, Colorado. 
Su debut orquestal en junio de 2011  la llevó a presentar el Concierto para piano No. 2 de Beethoven con la "Boston Neo-politan Chamber Orchestra" en Cambridge, MA bajo la dirección de Jon Ceander Mitchell. Nadia fue presentada exclusivamente en el programa "Impromptu" en 98.7 WFMT. En esa misma semana, tuvo un concierto solista en la "New Music School of Chicago".

## Premios
A la edad de 11 años, Azzi recibió la Medalla de Oro de la "American Association for the Development of the Gifted and Talented" (AADGT). Azzi fue la ganadora más joven en la Competencia del Festival Internacional de Música Orfeo 2010 en Italia. En mayo de 2011, fue premiada al mismo tiempo con el primer puesto en las categorías General y "ART New Music Award" en la "New Music National Young Artist Competition" 2011 en Chicago, Illinois. También le fue concedido el premio mayor en la "Open Junior Early Music Category" (2010) y la "Open Junior Piano Category" (2011) en la "Walgreens National Concerto Competition" en Fort Sheridan, Illinois organizado por la Midwest Young Artists. Fue la ganadora 2011 de la "Tampa Bay Symphony Young Artist Competition".

### Entrevistas
- Channel 14 interview
- St. Petersburg Times Article
- Tampa Tribune Article
- Dunedin Beacon Article

- Datos: Q3085666
- Multimedia: Nadia Azzi / Q3085666